# Plexippus catellus
Plexippus catellus är en spindelart som beskrevs av Tord Tamerlan Teodor Thorell 1881. Plexippus catellus ingår i släktet Plexippus och familjen hoppspindlar. Inga underarter finns listade i Catalogue of Life.